# Basman-Williams-Angriff
Der Basman-Williams-Angriff (auch oft englisch als Basman-Williams Attack bezeichnet) ist eine Eröffnungsvariante im Schach. Sie gehört zu den Geschlossenen Spielen und ist in der Encyclopedia of Chess Openings unter dem Schlüssel E60 klassifiziert.
Die Grundstellung wird erreicht nach den Zügen
1. d2–d4 Sg8–f6 2. c2–c4 g7–g6 3. h2–h4
Mit dem Aufbau umgeht Weiß Hauptvarianten der Grünfeld-Indischen Verteidigung oder Königsindischen Verteidigung und startet sehr früh einen Angriff auf den gegnerischen Königsflügel. Um die h-Linie für seinen Turm zu öffnen, ist er in vielen Fällen auch bereit, den Bauern zu opfern, zum Beispiel nach 1. d4 Sf6 2. c4 g6 3. h4 Lg7 4. Sc3 d5 5. h5 Sxh5 6. cxd5 c6 7. e4 cxd5 8. e5 oder 1. d4 Sf6 2. c4 g6 3. h4 Lg7 4. Sc3 c5 5. d5 e6 6. h5 Sxh5 7. g4.
Die Idee wurde von Michael Basman 1980 in die Praxis eingeführt, fand aber kaum Beachtung. Basman galt als Exzentriker, außerdem entsprachen frühe Randbauernzüge nicht den üblichen Eröffnungsprinzipien, zunächst um das Zentrum zu kämpfen und Figuren zu entwickeln. Im Jahr 2008 griff der als Angriffsspieler bekannte Simon Williams die Idee wieder auf. Nachdem Computerprogramme wie AlphaZero gezeigt haben, dass Randbauernzüge in vielen Eröffnungsvarianten nicht nur spielbar, sondern oft auch erfolgversprechend sein können, wurde der Basman-Williams-Angriff zunächst 2019 in mehreren Partien von Alexander Grischtschuk  und in der Folge auch von weiteren Spielern der Weltelite angewandt.